# Lucian Vasilache

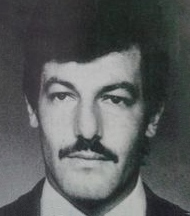
Lucian Vasilache

Lucian Vasilache (* 4. Dezember 1954 in Podu Turcului) ist ein ehemaliger rumänischer Handballspieler. Er spielte auf der Position des Kreisläufers und im linken Rückraum.
Vasilache spielte in Rumänien für Știința Bacău. Für die rumänische Nationalmannschaft bestritt er 51 Länderspiele, in denen er 46 Tore erzielte. Beim Supercup 1979 in Dortmund wurde er mit Rumänien Zweiter. Bei den Olympischen Spielen 1980 in Moskau gewann Vasilache die Bronzemedaille. Die rumänische Mannschaft war nach den Gruppenspielen punktgleich mit der Sowjetunion und Jugoslawien gewesen, kam aufgrund des Torverhältnisses aber auf Platz zwei, so dass das Endspiel verpasst wurde. Im Spiel um Platz drei gelang dann ein Sieg gegen Ungarn.